# Tršanovci
Tršanovci (izvirno srbsko Тршановци) je naselje v Srbiji, ki upravno spada pod Občino Brus; slednja pa je del Rasinskega upravnega okraja.

## Demografija
V naselju živi 435 polnoletnih prebivalcev, pri čemer je njihova povprečna starost 35,9 let (36,1 pri moških in 35,8 pri ženskah). Naselje ima 176 gospodinjstev, pri čemer je povprečno število članov na gospodinjstvo 3,28.
To naselje je, glede na rezultate popisa iz leta 2002, večinoma srbsko, a v času zadnjih 3 popisov je opazen porast števila prebivalcev.
|  |

| Demografija | Demografija     | Demografija     |
| Leto        | Št. prebivalcev | Št. prebivalcev |
| ----------- | --------------- | --------------- |
|             |                 |                 |
|             |                 |                 |
|             |                 |                 |
|             |                 |                 |
| 1948        | 296             |                 |
| 1953        | 116             |                 |
| 1961        | 277             |                 |
| 1971        | 269             |                 |
| 1981        | 299             |                 |
| 1991        | 575             | 571             |
| 2002        | 593             | 578             |
|             |                 |                 |

| Etnična sestava po popisu iz leta 2002 | Etnična sestava po popisu iz leta 2002 | Etnična sestava po popisu iz leta 2002 | Etnična sestava po popisu iz leta 2002 | Etnična sestava po popisu iz leta 2002 |
| -------------------------------------- | -------------------------------------- | -------------------------------------- | -------------------------------------- | -------------------------------------- |
| Srbi                                   | Srbi                                   |                                        | 571                                    | 98,78%                                 |
| Neznano                                | Neznano                                |                                        | 1                                      | 0,17%                                  |